# Sinagoga Vieja-Nueva
La Sinagoga Staronová o Sinagoga Vieja-Nueva (en checo: Staronová synagoga v Praze), en Praga, es una de las sinagogas más antiguas de Europa. 
Fue fundada alrededor de 1270 y es uno de los primeros edificios de estilo gótico de la ciudad. Ha sobrevivido a los incendios, a la demolición del ghetto, a finales del siglo XIX, y a muchos pogromos. Está situada en Josefov, el barrio judío de Praga. Según la leyenda, en el ático de la sinagoga se encuentra el cuerpo inerte del mítico Golem, que habría sido creado por el gran rabino Judah Loew.
Hay solamente una sinagoga del mismo tipo en Europa, la Sinagoga Vieja de Cracovia en Polonia.